# Japanse otter
De Japanse otter (Lutra nippon) is een uitgestorven soort otter die vroeger wijdverbreid was in Japan. In 1880 werd het zelfs gezien in Tokio. De populatie kromp plotseling in de jaren dertig, waarna het dier bijna verdween. Sindsdien is het slechts een paar keer waargenomen, in 1964 in de Japanse Binnenzee en in de Uwa-zee in 1972 en 1973. De laatste officiële waarneming was in het zuidelijke deel van de  Kochi prefectuur in 1979, toen het werd gefotografeerd in de monding van de Shinjo-rivier in Susaki. Het werd vervolgens geclassificeerd als een "ernstig bedreigde" soort op de Japanse rode lijst. Op 28 augustus 2012 werd de Japanse otter officieel uitgestorven verklaard door het Japanse ministerie van milieu.

## Taxonomie
Onderzoek dat begin jaren negentig werd uitgevoerd door het departement Biology van de Kochi University in Japan, onthulde enkele interessante feiten over de genen van de Japanse rivierotter. Jarenlang werd gedacht dat de Japanse rivierotter een ondersoort was van de Euraziatische otter Lutra lutra . De studies aan de Kochi University hebben echter iets anders aangetoond. Door het mitochondriale cytochroom b-gen van een gemummificeerde Japanse otter te vergelijken met Euraziatische otters uit Letland en China, werd bewezen dat de Japanse otter wezenlijk anders was en dus geen ondersoort betrof. De naam voor de Japanse otter werd vervolgens gewijzigd van  L. l. whiteleyi  in Lutra nippon.

## Beschrijving
Een volgroeide Japanse otter had een lengte van 65 tot 80 cm met een staart van 40-50 cm. Het had een dikke, weelderige donkerbruine vacht en aan de poten korte zwemvliezen. De otter kon een maximale leeftijd bereiken van 25 jaar. 

## Ecologie en biologie

### Gewoonten
De Japanse otter was een nachtdier en verliet pas in het donker zijn hol om voedsel te zoeken. Het claimde een gebied van ongeveer 15 km in diameter, markeerde het gebied met zijn uitwerpselen ongeveer 1 tot 5 km uit elkaar en zette drie of vier nesten op onder rotsen of in struiken. De otters waren altijd in beweging en bezochten elk hol slechts één keer in de drie tot vier dagen.

### Reproductie
Over het algemeen was de Japanse otter klaar om zich voort te planten op een leeftijd van twee tot drie jaar. Behalve tijdens de voortplanting en met uitzondering van jonge mannetjes die twee tot drie jaar bij hun moeder bleven totdat ze volwassen waren, woonden vrouwelijke en mannelijke otters over het algemeen niet samen. Als een mannelijke otter een vrouwelijke otter bezocht, moest ze hem toestemming geven voor de dekking. Als ze dat niet deed, ging het mannetje naar de volgende vrouwelijke otter. De Japanse otter zou tussen de één en zes nakomelingen per worp kunnen hebben gehad. Eenmaal geboren, waren de babyotters een maand lang volledig blind, waardoor ze volkomen hulpeloos waren. De vrouwelijke otter voedde haar jongen tot acht uur per dag, gaf ze waardevolle lessen en beschermde ze. Nadat de pups ongeveer vier maanden oud waren, lied de moederotter haar jeugd kennis maken met vast voedsel en begonnen ze te leren om te jagen.

### Dieet
Zoals de meeste otters was ook de Japanse otter geen bijzonder kieskeurige eter. Terwijl het zich met name richtte op vis, krab en garnalen at het ook paling, kevers, watermeloenen en zoete aardappelen. Veel van de Japanse otters aten ongeveer 15% tot 25% van hun eigen lichaamsgewicht. Ze besteedde ongeveer zes uur per dag aan het vinden van voedsel vanwege hun moeilijke leefruimte en hun concurrentie om voedsel. De Japanse otter stond bekend als een van de top-predatoren van het aquatische voedselketen.

## Oorzaak van uitsterven
In het verleden waren er duizenden Japanse otters in Japan. Vanaf de Meijiperiode voerde de Japanse regering een beleid van toenemende welvaart en militaire bekwaamheid. Dierenhuiden werden dus erg waardevol omdat ze voor geld konden worden geëxporteerd. Als gevolg hiervan werd in het hele land op Japanse otters gejaagd. Hun aantal nam hierdoor al snel af. De populaties maakten een lichte comeback na het opstellen van jachtregels. De verdere menselijke ontwikkeling zorgde echter voor een verdere achteruitgang. Deze vervuiling en andere schade aan hun leefomgeving beëindigde hun voedselbronnen in de rivieren, waardoor ze in gevaarlijkere omgevingen moesten jagen om aan voldoende voedsel te komen. Deze oorzaken groeiden snel, wat resulteerde in het uitsterven van de Japanse otter aan het einde van de 20e eeuw.